# Stara Wieś (powiat otwocki)

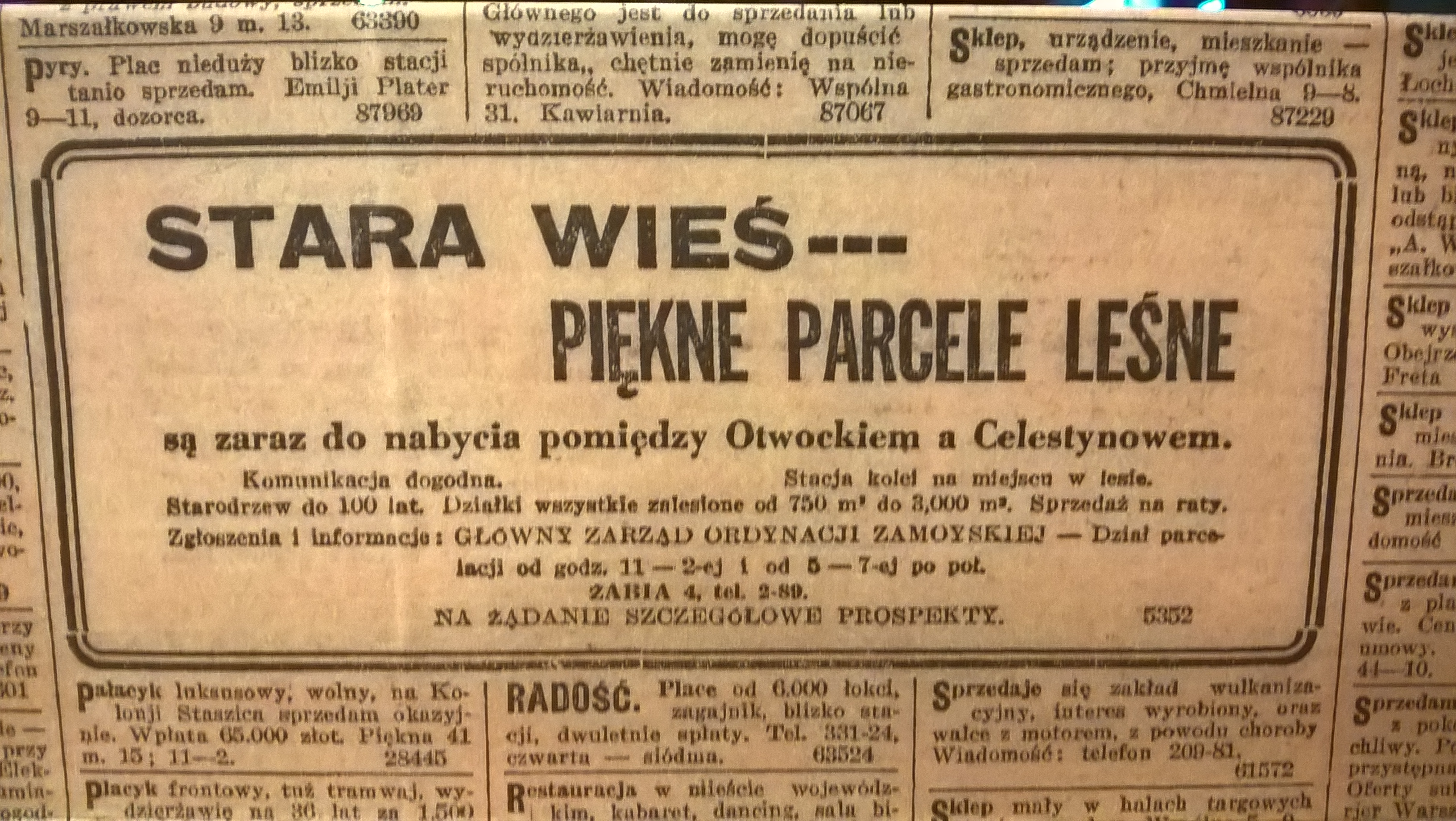
Ogłoszenie reklamujące sprzedaż działek w Starej Wsi, Kurier Warszawski 1930 r.

Stara Wieś – wieś sołecka w Polsce położona w województwie mazowieckim, w powiecie otwockim, w gminie Celestynów.
Za czasów Królestwa Polskiego istniała gmina Stara Wieś.
W latach 1975–1998 miejscowość należała administracyjnie do województwa warszawskiego.
Wieś jest siedzibą rzymskokatolickiej parafii Matki Bożej Anielskiej w Starej Wsi.